# Gilly-lès-Cîteaux
Gilly-lès-Cîteaux ist eine französische Gemeinde mit 729 Einwohnern (Stand: 1. Januar 2022) im Département Côte-d’Or in der Region Bourgogne-Franche-Comté (vor 2016 Bourgogne); sie gehört zum Arrondissement Beaune und zum Kanton Nuits-Saint-Georges.

## Geographie
Gilly-lès-Cîteaux liegt etwa 20 Kilometer südsüdwestlich von Dijon. Umgeben wird Gilly-lès-Cîteaux von den Nachbargemeinden Morey-Saint-Denis im Norden und Nordwesten, Saint-Philibert im Nordosten, Broindon im Nordosten, Épernay-sous-Gevrey im Osten, Saint-Bernard im Südosten, Flagey-Echézeaux im Süden, Vougeot im Westen und Südwesten sowie Chambolle-Musigny im Westen.

## Bevölkerung
| Jahr                       | 1962 | 1968 | 1975 | 1982 | 1990 | 1999 | 2006 | 2011 | 2016 |
| Einwohner                  | 397  | 403  | 415  | 461  | 517  | 567  | 595  | 640  | 691  |
| Quellen: Cassini und INSEE |      |      |      |      |      |      |      |      |      |

## Sehenswürdigkeiten
- Kirche Saint-Germain-de-Paris
- Schloss Gilly-lès-Cîteaux aus dem 17. Jahrhundert, früheres Priorat, seit 1978 Monument historique
- Scheune der Familie Saulx aus dem 13. Jahrhundert

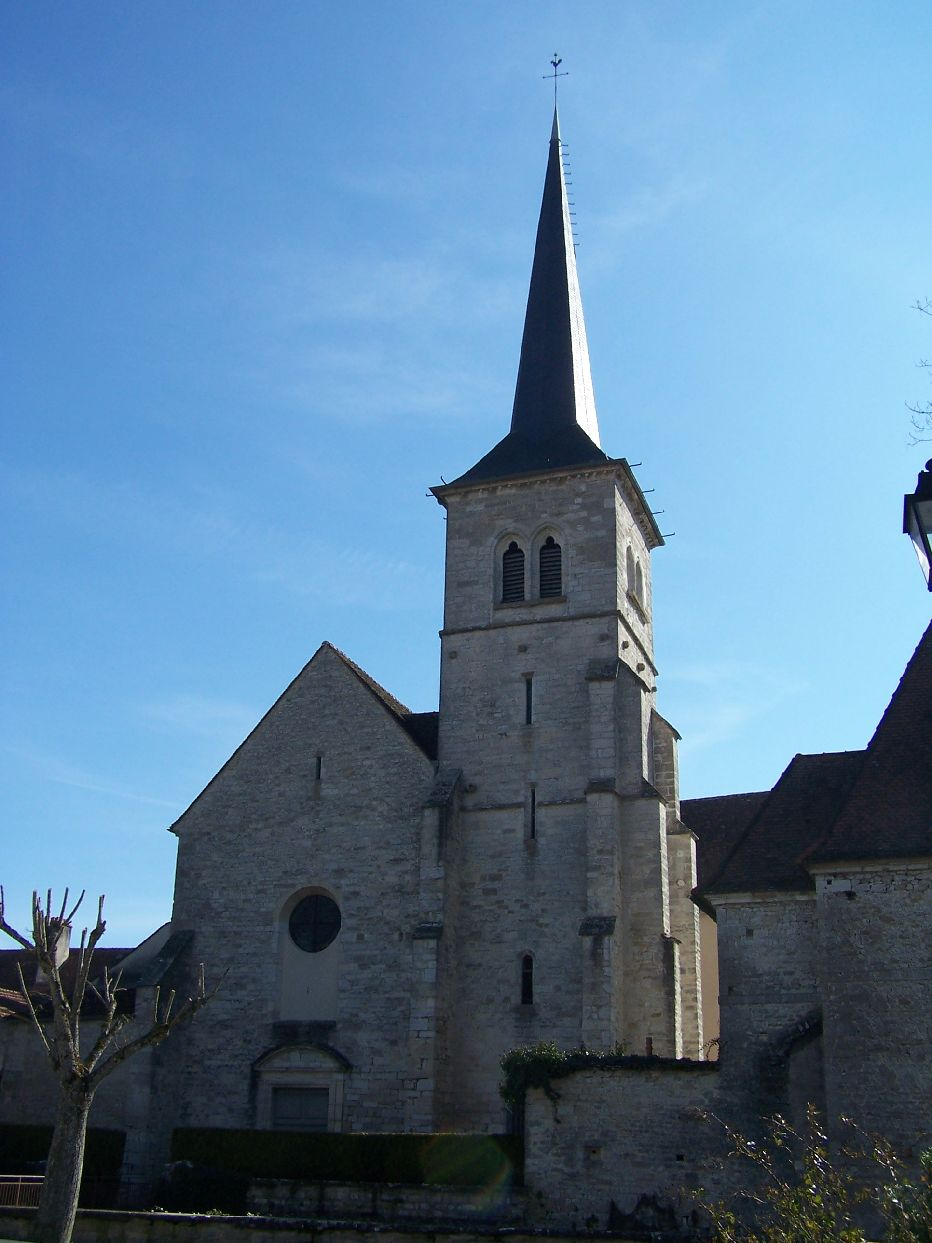
Kirche Saint-Germain-de-Paris
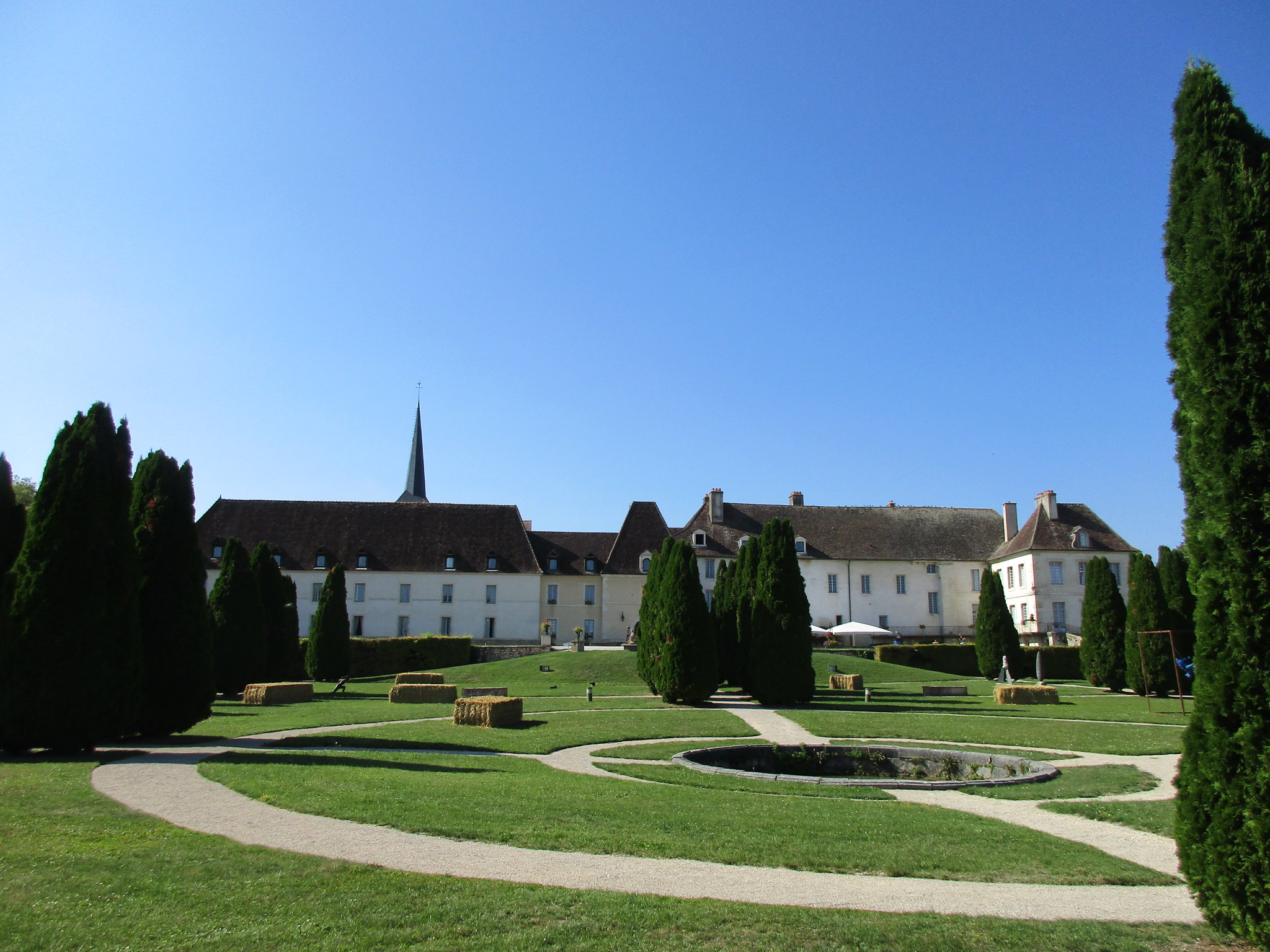
Schloss Gilly-lès-Cîteaux

## Persönlichkeiten
- Michel Sarrazin (1659–1734), Naturforscher, Botaniker und Arzt